# Градска градина (Търговище)
Градската градина е градски парк в Търговище, разположен е в централната част на града, между Фонтана с делфините и Драматичен театър Търговище, и между сградите на „Областна пощенска станция – Търговище“ и основно училище „Христо Ботев“.
В градската градина са разположени: скулптурата – статуята на Орфей (дело на Величко Минеков и архитект Иван Николов), и паметниците на Михаил Петров и Симеон Филипов.